# Spälkoppel Cloppenburg
Die Spälkoppel Cloppenburg, schlicht auch Spälkoppel genannt, ist ein 1920 gegründetes Theater, dessen Mitglieder sich Stücken in plattdeutscher Sprache widmen. Das Theater gilt als eine der bedeutendsten kulturellen Einrichtungen in der jüngeren Geschichte der Stadt Cloppenburg.

## Geschichte
Die Spälkoppel steht in enger Verbindung mit dem im selben Jahr 1920 gegründeten Heimatverein Cloppenburg.
Nach dem Ende des Nationalsozialismus gelang es den beiden Schauspielern Robert Wüstefeld und Karl Bunje mit Genehmigung der Britischen Militärbehörden schon 1946, die Arbeit der Spälkoppel im Heimatverein Cloppenburg wieder aufzunehmen. Anschließend wirkte insbesondere Wüstefeld nicht nur selbst als Darsteller, sondern über Jahrzehnte auch als Requisiteur, Maskenbildner und Regisseur des Theaters. Er wurde 1986 zum „Ehrenspälboas“ ernannt.
Zu den in jüngerer Zeit aufgeführten Werken des Ensembles zählt unter anderem die mit Bezug zur Cloppenburger Regionalgeschichte stehende Swienskomödie von August Hinrichs.